# Coates Rocks
Coates Rocks är en kulle i Antarktis. Den ligger i Östantarktis. Nya Zeeland gör anspråk på området. Toppen på Coates Rocks är 2 319 meter över havet.
Terrängen runt Coates Rocks är huvudsakligen platt, men norrut är den kuperad. Terrängen runt Coates Rocks sluttar brant västerut. Trakten är obefolkad. Det finns inga samhällen i närheten.